# Ben White (rugbista)
Benjamin James White detto Ben (Stoke-on-Trent, 27 maggio 1998) è un rugbista internazionale per la Scozia dal 2022; in precedenza, fino a tale data, aveva rappresentato l'Inghilterra.
Dal 2023 milita nel club francese del Tolone nel ruolo di mediano di mischia.

## Biografia
Nato e cresciuto a Stoke-on-Trent, in Inghilterra, vanta ascendenze scozzesi per via del suo nonno paterno.
Studente a Leicester, si formò nelle giovanili del locale club rugbistico, per il quale debuttò in prima squadra a 17 anni nel 2015 in un match contro l'Argentina XV per celebrare la carriera di Marcos Ayerza; all'epoca già era stato rappresentante a livello giovanile dell'Inghilterra U-16 e U-17.
Debuttò in Premiership nel 2016 contro l'Harlequins a 17 anni e 151 giorni, più giovane esordiente in campionato del club e secondo più giovane in assoluto.
Poco dopo il suo debutto, fu mandato in prestito a Doncaster a un mese dal suo 18º compleanno; nel club dello Yorkshire rimase per il resto di quella stagione e per tutta quella successiva prima di tornare a Leicester nell'estate 2017; nei quattro anni successivi si aggiudicò una coppa Anglo-Gallese e, a fine contratto nel 2021, si trasferì al London Irish; durante il periodo di permanenza agli Exiles White fu contattato dalla federazione scozzese per valutarne la disponibilità a giocare nella nazionale del Cardo; a tale punto della sua carriera, infatti, White non aveva ancora presenze internazionali ufficiali, essendo la sua unica partita con la nazionale maggiore inglese un incontro del 2019 contro i Barbarians senza valore di test match.
Il suo esordio, con annessa meta, fu nella Calcutta Cup 2022, l'incontro del Sei Nazioni contro l'Inghilterra che la Scozia vinse 20-17 riuscendo a mantenere, per la prima volta dal 1984, la coppa vinta l'anno precedente.
Nel 2023, facendo seguito alla messa in amministrazione controllata del London Irish, White rimase libero di impegnarsi con altri club, e si accordò in Francia con il Tolone; a seguire fu convocato nella squadra scozzese partecipante alla Coppa del Mondo 2023 in Francia.

### Vita privata
Ben White si professa sostenitore dello Stoke City, uno dei due principali club calcistici della sua città natale, ed è legato sentimentalmente dal 2019 alla tennista britannica Jodie Burrage.